# Nuoto ai Giochi della XVII Olimpiade - 100 metri stile libero femminili
La competizione dei 100 metri stile libero femminili di nuoto ai Giochi della XVII Olimpiade si è svolta nei giorni dal 26 al 29 agosto 1960 allo stadio Olimpico del Nuoto di Roma.

## Programma
| Data           | Round        | Note                                |
| -------------- | ------------ | ----------------------------------- |
| 26 agosto 1960 | 5 Batterie   | I migliori 16 tempi alle semifinali |
| 27 agosto 1960 | 2 Semifinali | I migliori 8 tempi alla finale      |
| 29 agosto      | Finale       |                                     |

## Risultati

### Batterie
| Pos. | Batteria | Atleta                          | Nazionalità      | Tempo  | Note |
| ---- | -------- | ------------------------------- | ---------------- | ------ | ---- |
| 1    | 4        | Chris von Saltza                | Stati Uniti      | 1'01"9 |      |
| 2    | 2        | Dawn Fraser                     | Australia        | 1'02"1 |      |
| 3    | 5        | Natalie Steward                 | Gran Bretagna    | 1'03"5 |      |
| 4    | 2        | Cocki van Engelsdorp Gastelaars | Paesi Bassi      | 1'03"9 |      |
| 5    | 1        | Ilsa Konrads                    | Australia        | 1'04"2 |      |
| 6    | 5        | Carolyn Wood                    | Stati Uniti      | 1'04"3 |      |
| 7    | 5        | Paola Saini                     | Italia           | 1'04"4 |      |
| 7    | 1        | Erica Terpstra                  | Paesi Bassi      | 1'04"4 |      |
| 9    | 3        | Csilla Madarász                 | Ungheria         | 1'04"5 |      |
| 10   | 4        | Ursula Brunner                  | Germania         | 1'04"6 |      |
| 11   | 3        | Heidi Pechstein                 | Germania         | 1'05"1 |      |
| 12   | 1        | Katalin Boros                   | Ungheria         | 1'05"2 |      |
| 13   | 4        | Héda Frost                      | Francia          | 1'05"8 |      |
| 14   | 4        | Mary Stewart                    | Canada           | 1'06"0 |      |
| 15   | 2        | Inger Thorngren                 | Svezia           | 1'06"1 |      |
| 16   | 1        | Karin Larsson                   | Svezia           | 1'06"3 |      |
| 17   | 2        | Yoshiko Satō                    | Giappone         | 1'06"4 |      |
| 17   | 5        | Marina Šamal'                   | Unione Sovietica | 1'06"4 |      |
| 19   | 4        | Ulvi Voog                       | Unione Sovietica | 1'06"7 |      |
| 20   | 1        | Maria Cristina Pacifici         | Italia           | 1'07"1 |      |
| 21   | 2        | Nora Novotny                    | Austria          | 1'07"4 |      |
| 22   | 2        | Ágústa Þorsteinsdóttir          | Islanda          | 1'07"5 |      |
| 22   | 3        | Diana Wilkinson                 | Gran Bretagna    | 1'07"5 |      |
| 24   | 3        | Margaret Iwasaki                | Canada           | 1'07"6 |      |
| 25   | 4        | Haydee Coloso                   | Filippine        | 1'07"8 |      |
| 26   | 1        | Blanca Barrón                   | Messico          | 1'07"9 |      |
| 27   | 5        | Marie-Laure Gaillot             | Francia          | 1'08"0 |      |
| 28   | 5        | María Luisa Souza               | Messico          | 1'08"4 |      |
| 29   | 3        | Anneliese Rockenbach            | Venezuela        | 1'08"5 |      |
| 30   | 4        | Dottie Sutcliffe                | Rhodesia         | 1'09"0 |      |
| 31   | 3        | Hitomi Jinno                    | Giappone         | 1'09"8 |      |
| 32   | 3        | Rita Pulido                     | Spagna           | 1'10"0 |      |

### Semifinali
| Pos. | Batteria | Atleta                          | Nazionalità   | Tempo  | Note |
| ---- | -------- | ------------------------------- | ------------- | ------ | ---- |
| 1    | 2        | Dawn Fraser                     | Australia     | 1'01"4 |      |
| 2    | 1        | Chris von Saltza                | Stati Uniti   | 1'02"5 |      |
| 3    | 1        | Natalie Steward                 | Gran Bretagna | 1'02"9 |      |
| 4    | 1        | Csilla Madarász                 | Ungheria      | 1'03"0 |      |
| 5    | 2        | Erica Terpstra                  | Paesi Bassi   | 1'03"7 |      |
| 6    | 2        | Cocki van Engelsdorp Gastelaars | Paesi Bassi   | 1'03"9 |      |
| 7    | 2        | Carolyn Wood                    | Stati Uniti   | 1'04"2 |      |
| 8    | 2        | Mary Stewart                    | Canada        | 1'04"2 |      |
| 9    | 1        | Ilsa Konrads                    | Australia     | 1'04"7 |      |
| 10   | 2        | Ursula Brunner                  | Germania      | 1'04"8 |      |
| 11   | 1        | Héda Frost                      | Francia       | 1'05"4 |      |
| 12   | 1        | Paola Saini                     | Italia        | 1'05"4 |      |
| 13   | 1        | Inger Thorngren                 | Svezia        | 1'05"6 |      |
| 14   | 1        | Heidi Pechstein                 | Germania      | 1'05"6 |      |
| 15   | 2        | Katalin Boros                   | Ungheria      | 1'06"2 |      |
| 16   | 2        | Karin Larsson                   | Svezia        | 1'06"5 |      |

### Finale

Fraser e von Saltza dopo la finale

| Pos.    | Atleta                          | Nazione       | Tempo  |
| ------- | ------------------------------- | ------------- | ------ |
| Oro     | Dawn Fraser                     | Australia     | 1'01"2 |
| Argento | Chris von Saltza                | Stati Uniti   | 1'02"8 |
| Bronzo  | Natalie Steward                 | Gran Bretagna | 1'03"1 |
| 4       | Carolyn Wood                    | Stati Uniti   | 1'03"4 |
| 5       | Csilla Madarász                 | Ungheria      | 1'03"6 |
| 6       | Erica Terpstra                  | Paesi Bassi   | 1'04"3 |
| 7       | Cocki van Engelsdorp Gastelaars | Paesi Bassi   | 1'04"7 |
| 8       | Mary Stewart                    | Canada        | 1'05"5 |